# Patai András
Patai András (Szécsény, Nógrád megye, 1697. november 28. – Nagyszombat, 1755. március 15.) Jézus-társasági áldozópap és tanár.

## Élete
1717-ben lépett a rendbe s felszentelése után Kolozsvárott bölcseletet tanított és az ottani kollégiumban, 1738-39-ben Nagyváradon, 1739. október 1-jétől 1742. november 18-ig ismét Kolozsvárott, valamint 1745-tól 1748-ig Nagyszombatban, 1749. augusztus 10-től 1750-ig Kolozsvárott és 1754-ben Besztercebányán volt rektor. 1755-ben húnyt el, miután mint tanító 8, mint hitszónok 2, s mint kormányzó 20 évig szolgált.

## Munkái
- Oliva verae pacis, seu Theologia Catholica indefferentem et alium quemvis errantem ad unicam fidem salvificam et veram cum Romana Christi Ecclesia pacem manuducens. Claudiopoli, 1731
- Historia Thaumaturgae Virginis Claudiopolitanae. Ugyanott, 1737 (többször lenyomatott)
- Virágokat szedő mennyei kertész az az: a dicsőségesen feltámadott és kertész-képében öltözött Ur Jézus Krisztus virágokat szede... 1744. Szent György hava 14. Uo. (Csatári Nagy János György és Csatári Nagy Ferencz Károly tanulók halála felett)
- Gróf Haller Katalin, gróf Csáky Zsigmond özvegye élete. Uo. 1752 (gyászbeszéd)